# Radek Martínek
Radek Martínek (* 31. August 1976 in Havlíčkův Brod, Tschechoslowakei) ist ein ehemaliger tschechischer Eishockeyspieler, der im Verlauf seiner aktiven Karriere zwischen 1996 und 2014 unter anderem 497 Spiele für die New York Islanders und Columbus Blue Jackets in der National Hockey League (NHL) auf der Position des Verteidigers bestritten hat. Darüber hinaus absolvierte Martínek, der mit der tschechischen Nationalmannschaft in den Jahren 2000 und 2001 jeweils Weltmeister wurde, weitere 250 Partien für den HC České Budějovice in der tschechischen Extraliga.

## Karriere

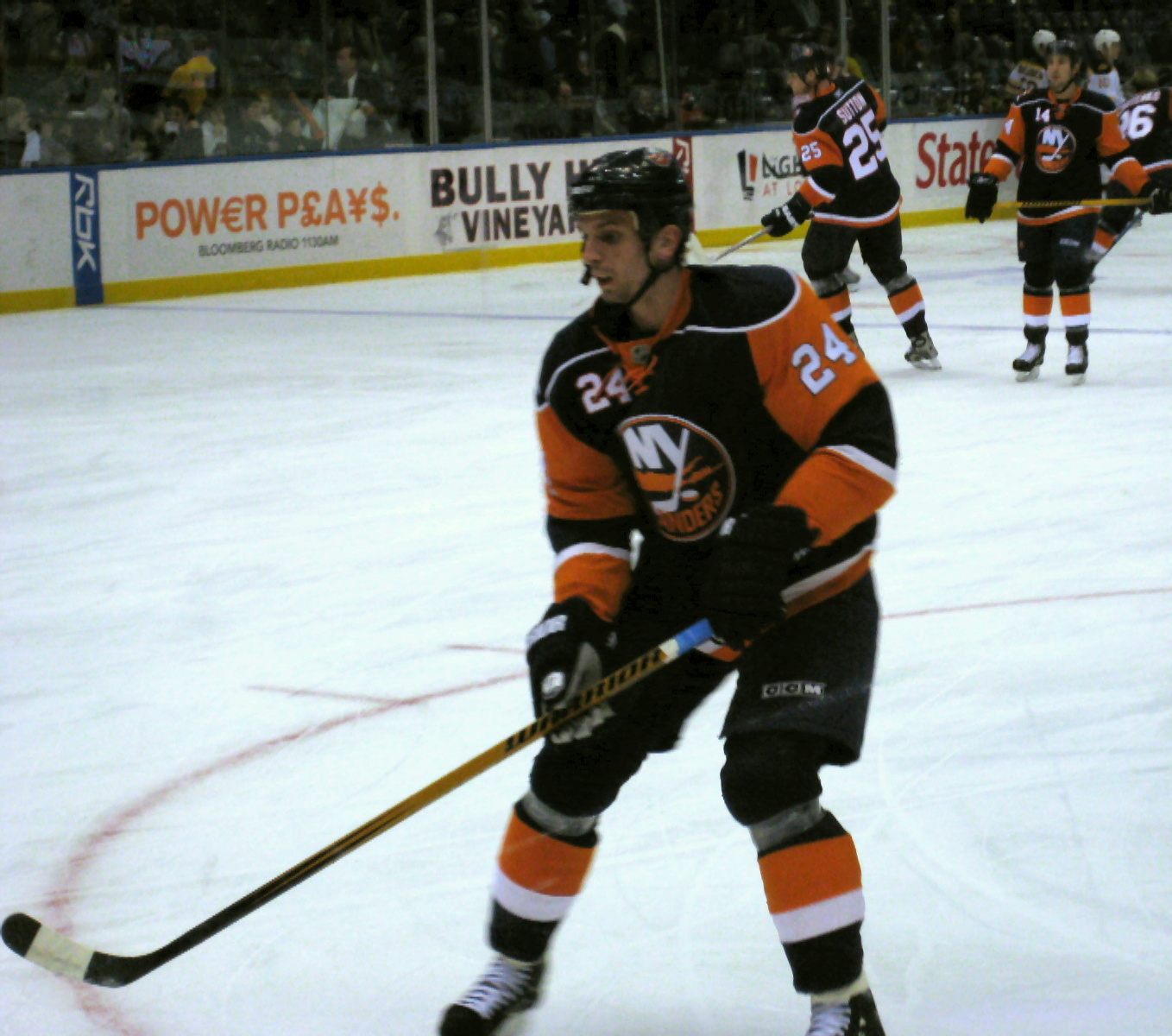
Martínek im Trikot der New York Islanders

Der 1,83 m große Verteidiger spielte zunächst bei seinem Heimatverein BK Havlíčkův Brod und später beim HC Vajgar Hradec in der zweitklassigen tschechischen 1. Liga, bevor er 1996 zum Erstligisten HC České Budějovice wechselte. Beim NHL Entry Draft 1999 wurde der Rechtsschütze schließlich als 228. in der achten Runde von den New York Islanders aus der National Hockey League (NHL) ausgewählt (gedraftet). Nach zwei weiteren Spielzeiten in seinem Heimatland wechselte Martínek zur Saison 2001/02 nach Nordamerika, wo er erstmals für die New York Islanders in der NHL auf dem Eis stand. Schon von Beginn an gehörte der Tscheche zum Stammkader der Islanders, den Lockout in der NHL-Saison 2004/05 verbrachte der Abwehrspieler wieder beim HC České Budějovice, der zu dieser Zeit in der 1. Liga spielte.
Am 6. Juli 2011 unterzeichnete der Tscheche einen Kontrakt für ein Jahr bei den Columbus Blue Jackets. Aufgrund einer schweren Verletzung absolvierte er in der Saison 2011/12 nur sieben Spiele. Aufgrund des Lockouts zu Beginn der NHL-Spielzeit 2012/13 kehrte er abermals zu seinem Heimatverein zurück, kam aber nur auf vier Spiele für den Klub. Im Januar 2013 unterschrieb er einen Einjahresvertrag bei den New York Islanders. Dieser wurde nach der Saison 2013/14 nicht verlängert, sodass er seine Karriere daraufhin beendete.

### International
Mit der tschechischen Nationalmannschaft wurde Radek Martínek in den Jahren 2000 und 2001 Weltmeister. 2011 wurde er erneut für die Weltmeisterschaft nominiert, aber nur in einem Spiel eingesetzt.

## Erfolge und Auszeichnungen
- 1997 Rookie des Jahres der Extraliga
- 2005 Meister der 1. Liga und Aufstieg in die Extraliga mit dem HC České Budějovice

### International
- 2000 Goldmedaille bei der Weltmeisterschaft
- 2001 Goldmedaille bei der Weltmeisterschaft
- 2011 Bronzemedaille bei der Weltmeisterschaft

## Karrierestatistik

### International
Vertrat Tschechien bei:
- Weltmeisterschaft 2000
- Weltmeisterschaft 2001
- Weltmeisterschaft 2011

(Legende zur Spielerstatistik: Sp oder GP = absolvierte Spiele; T oder G = erzielte Tore; V oder A = erzielte Assists; Pkt oder Pts = erzielte Scorerpunkte; SM oder PIM = erhaltene Strafminuten; +/− = Plus/Minus-Bilanz; PP = erzielte Überzahltore; SH = erzielte Unterzahltore; GW = erzielte Siegtore; 1 Play-downs/Relegation; Kursiv: Statistik nicht vollständig)